# Rosengarten Bern

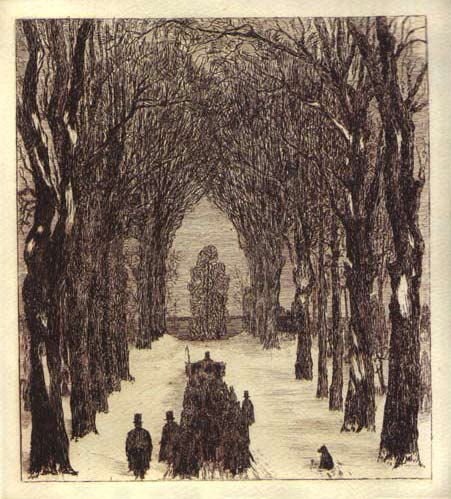
Der Rosengarten Bern als Friedhof, Radierung von Otto Rast (1890–1930)

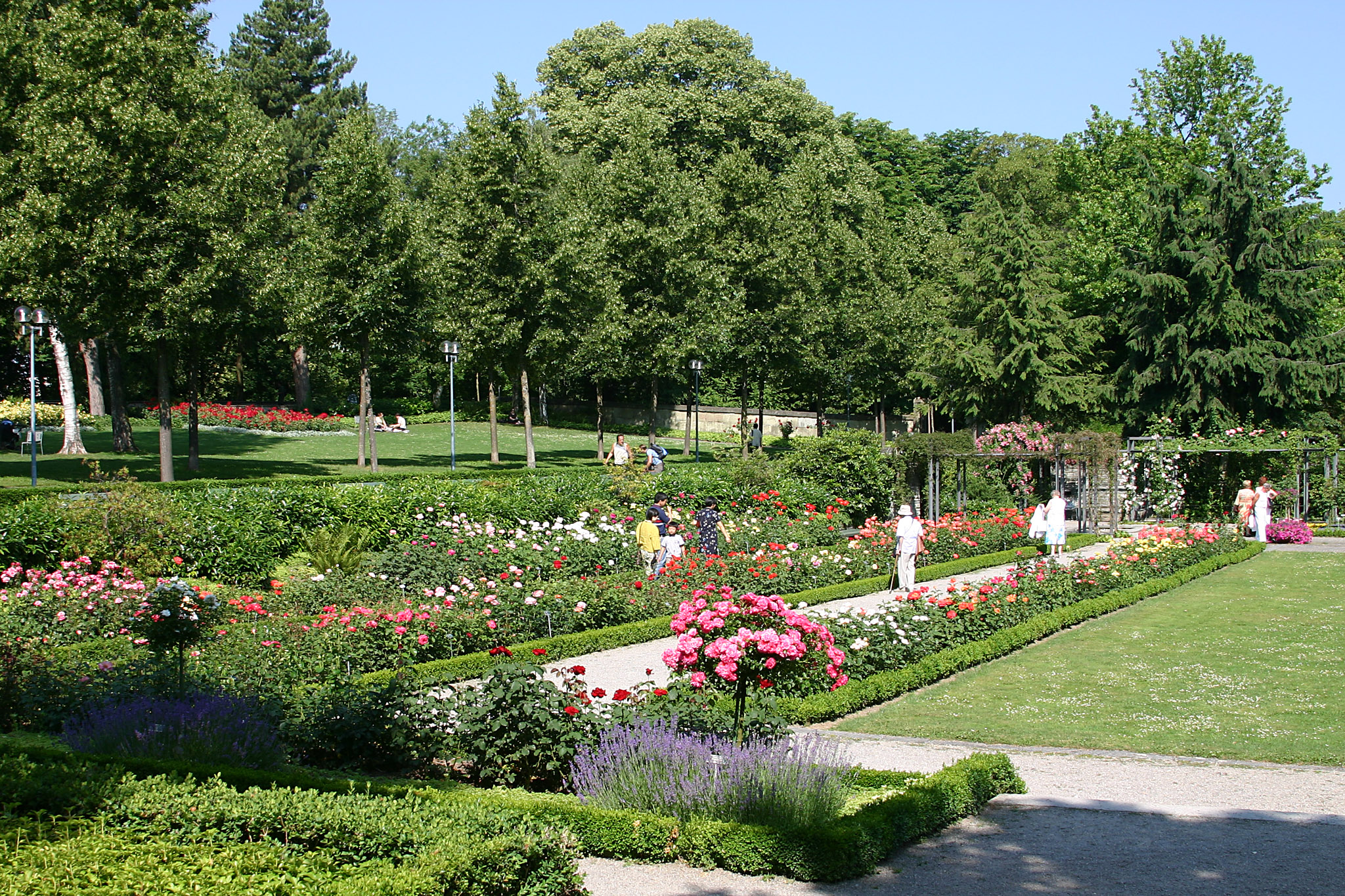
Der Rosengarten heute

Der Rosengarten ist ein Park nordöstlich der Altstadt im Schosshaldequartier von Bern.
Die Gartenanlage wird sowohl von Einheimischen als auch von Touristen rege besucht. Sie ist beliebt als Aussichtspunkt mit gutem Blick auf die Altstadt, besitzt ein Restaurant, einen grossen Kinderspielplatz und eine Bibliothek mit Lesegarten.
Mit der Buslinie 10 Richtung Ostermundigen (Station Rosengarten) ist der Rosengarten in wenigen Minuten vom Zentrum aus erreichbar. Parkplätze für den Individualverkehr sind in der Nähe indes kaum vorhanden und meist überbelegt.
Von 1765 bis zur Eröffnung des Schosshaldenfriedhofs im Jahre 1877 wurde das Gelände als Friedhof genutzt. 1913 wurde es in eine öffentliche Parkanlage umgewandelt, und ab 1917 wurden hier Rosen gezüchtet.
Seit 1918 besteht die Teichanlage mit den beiden Monumentalgruppen Europa und Neptun von Karl Hänny. 1956 wurde der Park neu gestaltet. Eine 1937 von Arnold Huggler geschaffene Büste von Jeremias Gotthelf musste 1960 dem Neubau des Sommerrestaurants weichen und wurde vor den Pavillon mit der Mundartbücherei versetzt.
Heute wachsen im Berner Rosengarten 223 Rosen-, 200 Iris- und 28 Rhododendronarten. 1997 wurde die noch aus der Zeit des Friedhofs stammende Kreuzallee mit zwölf neuen Lindenbäumen bepflanzt.

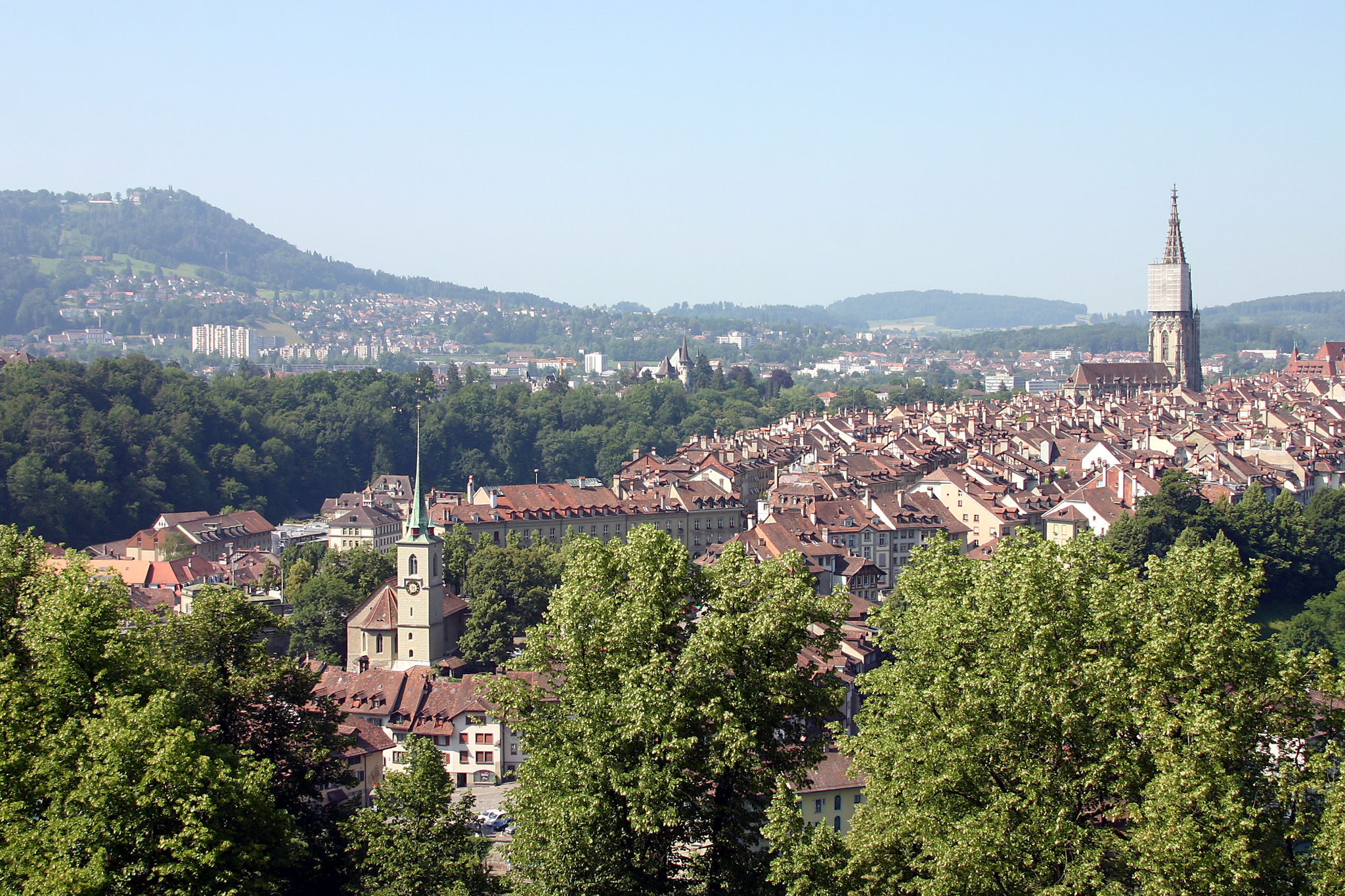
Blick auf die Altstadt mit Münster und Nydeggkirche. Links im Hintergrund der Gurten